# Zastava Arms
Zastava Arms (серб. Застава оружје) — сербская компания производитель огнестрельного оружия и артиллерии, базирующаяся в Крагуеваце. Компания основана в 1853 году. Она является ведущим производителем огнестрельного оружия в Сербии и является крупным вкладчиком в местную оборонную промышленность. Zastava Arms производит и экспортирует широкий ассортимент продукции более чем в сорока странах мира, например югославскую версию автомата Калашникова Zastava M70.

## История

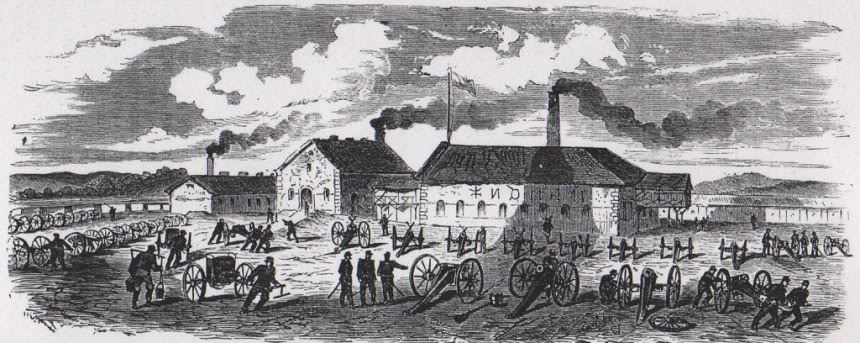
Оружейный завод в Крагуеваце, 1856 год

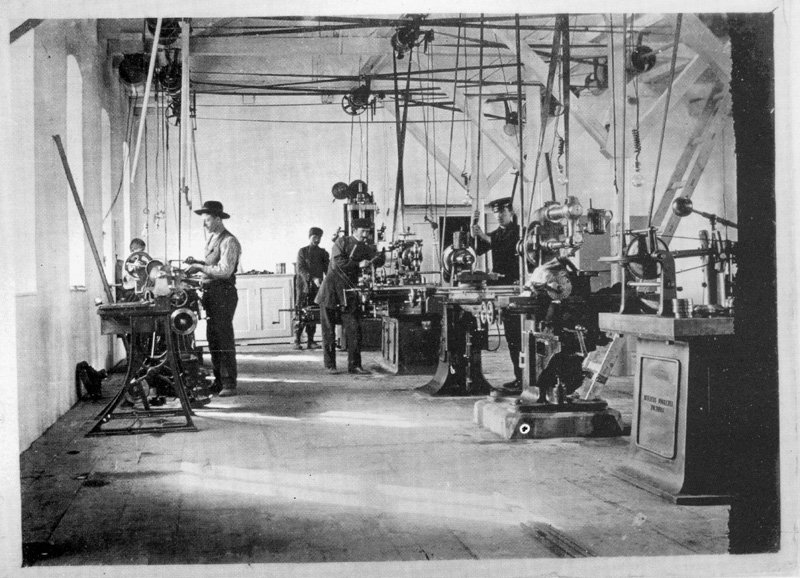
Цех Zastava Arms в 1910 году

Успешное изготовление четырёх четырёхфунтовых пушек и двух коротких гаубиц 27 октября 1853 года в городе Крагуеваце является датой основания Zastava Arms. Между 1856 и 1860 годами предприятия в Крагуеваце получили множество улучшений в своей производственной системе, что в конечном итоге позволило заводу производить оружие с полной взаимозаменяемостью деталей. В 1878 году одним из главных приоритетов стала модернизация вооружений. Сербская винтовка «Piboduša» образца 1870 года системы Пибоди стала устаревшей с её большим калибром 14,9 мм на фоне мировой тенденции к переходу на малый калибр. В 1879 году была организована комиссия по выбору новой винтовки, председателем которой был назначен военный-конструктор Коста «Кока» Милованович (Kosta «Koka» Milovanovic). Комиссия организовала международный конкурс, участвовать в котором могли конструкторы и производители оружия со всего мира. По результату конкурса, победу одержала германская винтовка с продольно-скользящим затвором Mauser Model 1871. Милованович внёс ряд изменений в винтовку и получившийся образец был принят на вооружение как Маузер-Милованович M1878/80, так же известная как «Маузер-Кока» или «Кокинка». Оружие производилось в Германии, а в 1907 году 50000 винтовок было модернизировано в Крагуеваце — они были переделаны под патрон 7×57 мм с бездымным порохом для 5-зарядного магазина. Эти переделанные образцы получили обозначение «Mauser-Milovanovic-Djurich М 80/07».
В 1924 и 1925 годах министерство внутренних дел подписало контракты с FN Herstal, Бельгия, которые позволили выпускать винтовки Mauser M1924 под патрон 7,92×57 мм Mauser. Также был построен завод по производству винтовок и боеприпасов. Завод по производству боеприпасов начал работать 22 марта 1928 года, а завод по производству винтовок был введен в эксплуатацию 15 октября (в честь 75-летия первого литья пушек в Крагуеваце). В 1930 году завод начал производство сигнальных пистолетов 26 мм М 1929 на основании чехословацкой лицензии. В июле 1936 года завод получил лицензию от чехословацкой Zbrojovka Brno на производство ручных пулемётов ZB vz. 26.

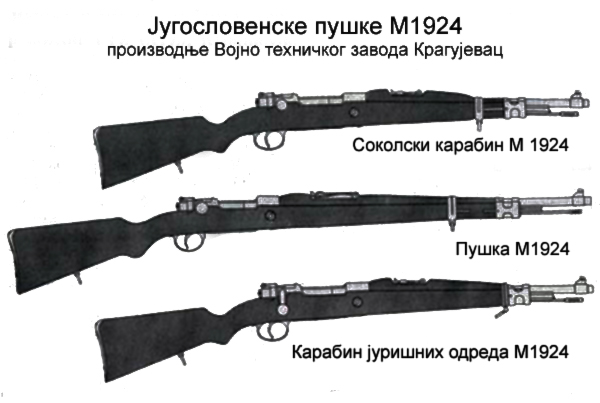
Югославский Mauser M1924 и его разновидности.

Во время Второй мировой войны предприятие сильно пострадало. Когда 21 октября 1944 года был освобождён Крагуевац, оружейный завод был возвращен в рабочий режим в течение нескольких месяцев, производство началось в том же году, когда был выпущен 9-миллиметровый пистолет-пулемёт M 1944 B2. Следующей послевоенной винтовкой была Застава М48, созданная на основе немецкой винтовки Mauser 98k и бельгийской Mauser M1924. Производство пневматических винтовок и спортивных винтовок на основе винтовки М48 началось в 1953 году. В 1954 году Застава приступила к производству охотничьих ружей, а также пулемётов Zastava M53. В 1964 году было налажено серийное производство самозарядной винтовки PAP M59 под патрон 7,62×39 мм, копии советского карабина СКС. В 1964 году завод начал разработку штурмовой винтовки на базе советского автомата Калашникова, которая была названа M67 в 1967 году. На базе винтовки M67 завод разработал автомат под патрон калибра 7,62×39 мм, который начал производиться под названием Zastava M70 в следующем году. M70 была принята на вооружение Югославской народной армии в 1970 году. На базе M70 выпускались винтовки под боеприпасы NATO, такие как 7,62 × 51 мм НАТО и 5,56 × 45 мм НАТО. В 1988 году на заводе был разработан компактный пистолет Zastava M88.

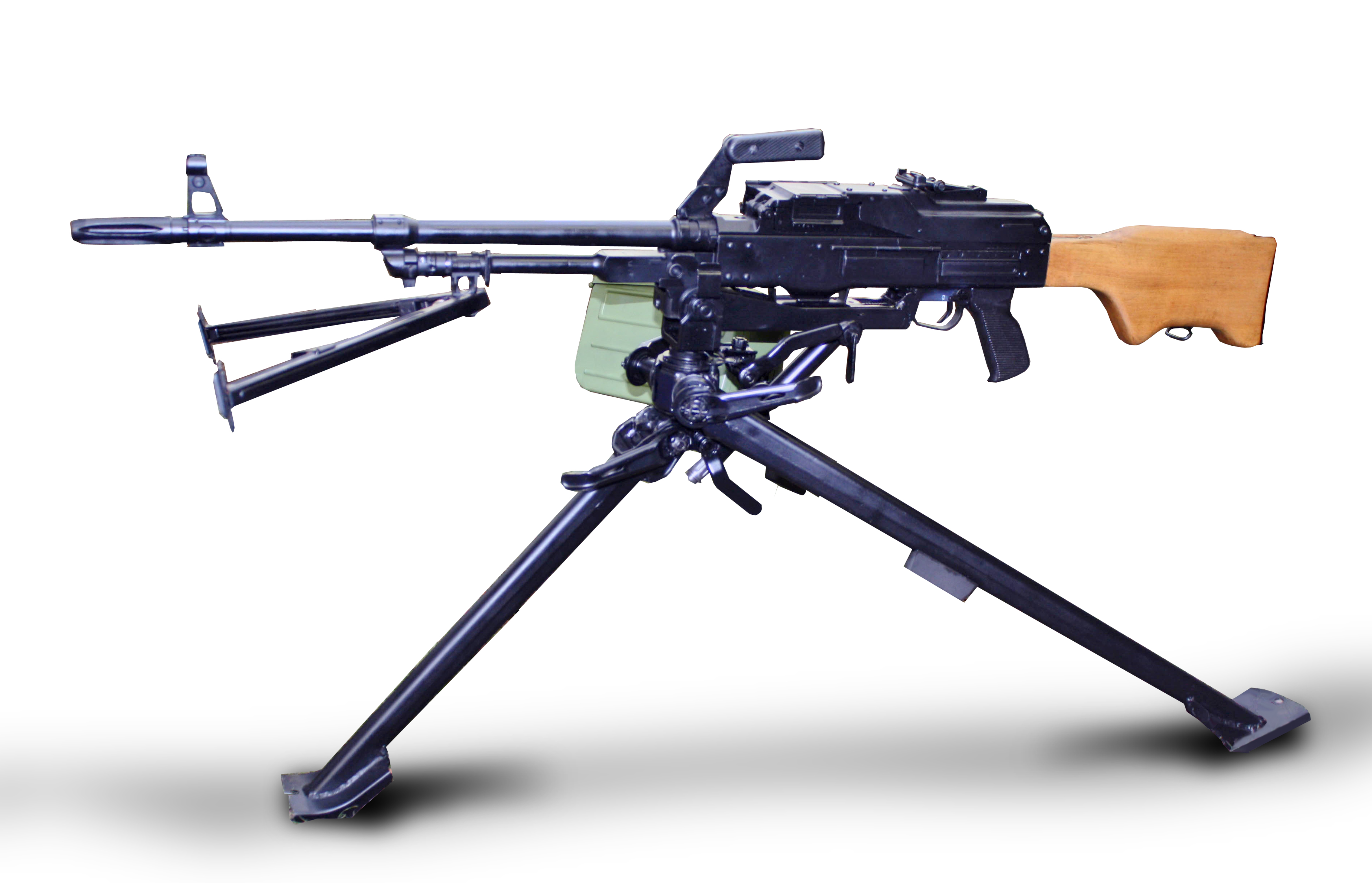
Пулемёт М84 на станке

В 1980-х годах был запущен завод по производству пулемётов M84, M86 под патрон 7,62 × 54 мм R и крупнокалиберного пулемёта М87. В июле 1989 года Застава приступила к разработке пистолета двойного действия калибра 9 мм PARA Zastava CZ 99. В 1992 году завод завершил разработку и испытания и начал серийное производство карабина M92 на базе автомата Застава М85/М90. Используя механизм Маузера, завод разработал 12,7-мм дальнобойную винтовку Black Arrow M93.
Во время югославских войн 1991—1995 годов Организация Объединённых Наций вводила экономические санкции в отношении импорта и экспорта оружия из Югославии, в результате которого производство замедлилось. В 1999 году завод был повреждён бомбардировками НАТО.
В 2005 году был подписан меморандум о взаимопонимании с Remington Arms для экспорта охотничьего и спортивного оружия в США, Канаду и Мексику. С 2005 по 2014 год Zastava Arms занималась реструктуризацией.
Правительство Сербии вложило 9,7 млн. Евро в модернизацию завода в 2017 году для нужд оборонной промышленности.

## Продукция
- Самозарядные спортивные винтовки и пистолеты: серия Zastava PAP
- Винтовки с продольно — скользящим затвором: Застава M48
- Самозарядные винтовки: Застава М59/66
- Пистолеты-пулемёты: M56; Zastava M97 (копия Uzi); Master FLG
- Пистолеты: P25; M57/M70A; M70; M88; EZ
- Автоматы: M70; M77; M80; M85; M90; M92; M21
- Пулемёты: M1937; M72; M77; M84; крупнокалиберный пулемёт M87; M02 Coyote
- Снайперские винтовки: М76; М91; M93 Black Arrow; M07; M12 Black Spear;

### Зенитные орудия
| Название         | Тип                           | Годы производства | Боеприпас     | Фото | Примечания                                                |
| ---------------- | ----------------------------- | ----------------- | ------------- | ---- | --------------------------------------------------------- |
| Zastava M55      | строенная зенитная установка  | 1978-             | 20 мм         |      | [ 7 ]                                                     |
| Bofors 40 mm gun | зенитная автоматическая пушка | 1978-             | 40 мм L/60-70 |      | L70 с лазерной компьютерной группой по лицензии от Bofors |

## Награды
- Сретенский орден III степени (2014)[8]